# جون غونس
جون غونس (بالإنجليزية: John Guinness)‏ هو دبلوماسي بريطاني، ولد في 23 ديسمبر 1935.